# Gericht auf der Efze
Das Gericht auf der Efze war ein historischer Gerichtsbezirk auf einem Teil des Gebiets der heutigen Stadt Homberg (Efze) im nordhessischen Schwalm-Eder-Kreis.

## Geschichte
Das landgräflich-hessische Gericht wird im Jahre 1462 erstmals urkundlich erwähnt. Es wurde nach dem Erwerb der Falkenberger Dörfer Caßdorf, Hebel, Lendorf, Mardorf, Mühlhausen und Uttershausen durch Landgraf Ludwig I. gleichzeitig mit dem ebenfalls zum Amt Homberg gehörigen Gericht auf der Schwalm gebildet. Werner von Falkenberg hatte Uttershausen 1426 und die übrigen Dörfer 1441 an den Landgrafen verkauft.
Das Gericht umfasste die Dörfer Caßdorf, Hebel, Lendorf, Mardorf und Mühlhausen, tagte in Hebel und gehörte zum Amt Homberg. 1537 kamen die Dörfer Berge und Lembach hinzu.
Die drei Dörfer Uttershausen, Wabern und Zennern bildeten das Gericht auf der Schwalm, ebenfalls zum Amt Homberg gehörig. Spätestens ab 1557 und bis 1606 tagten die beiden Gerichte gemeinsam in Hebel.
Beim Beginn der napoleonischen Herrschaft zur Zeit des Königreichs Westphalen wurde das Gericht aufgelöst und die Dörfer des Gerichts, mit Ausnahme von Uttershausen, gehörten von 1807 bis 1813 zum Kanton und Friedensgericht Homberg; Uttershausen kam zum Kanton und Friedensgericht Wabern.

## Ende
Mit dem Untergang des Königreichs Westphalen nach der Völkerschlacht bei Leipzig wurde diese Regelung rückgängig gemacht und das Kurfürstentum Hessen führte 1814 das Amt Homberg mit dessen Untergerichten wieder ein. Die kurhessische Verwaltungsreform von 1821, die Verwaltung und Justiz voneinander trennte, bedeutete dann das Ende des Gerichts auf der Efze. Alle Dörfer des bisherigen Gerichts kamen verwaltungsmäßig zum Kreis Homberg und hinsichtlich der Rechtsprechung zum Landgericht Homberg.